# Cephalomamillaria greggii
Cephalomamillaria greggii là một loài thực vật có hoa trong họ Cactaceae. Loài này được (Engelm.) Frić mô tả khoa học đầu tiên năm 1925.